# Doppelmesserschneidwerk
Ein Doppelmesserschneidwerk ist ein Mähbalken mit zwei gegenläufigen Messerleisten. Er wird zum Beschnitt von bodennahem Bewuchs in der Landwirtschaft und bei der Landschaftspflege verwendet.

## Geschichte
Die Erfindung des Doppelmessers geht auf den Landwirt Wilhelm Karg zurück, der als Erster das Prinzip von zwei gegenläufig bewegten Messern in einem landwirtschaftlichen Gerät umsetzte und im Jahr 1959 in der Schweiz zum Patent anmeldete.
Das System wurde von der Firma Busatis übernommen und in den Folgejahren in landwirtschaftlichen Verfahrensketten etabliert.

## Charakteristik
Charakteristisch für ein Doppelmesserschneidwerk sind die zwei gegenläufig angetriebenen Messer, die durch den Gegenlauf die Gegenschneidefunktion immanent abbilden, wobei die Schneidelemente als miteinander korrespondierenden Waten ausgeführt sind.
Anders als bei Systemen mit feststehenden Gegenschneiden, wie Finger o. ä., oder auch gegenläufige Elemente, wie angetriebene Finger, die eine Gegenschneidefunktion darstellen sollen, können aufgrund der Abweichung zur Hauptcharakteristik des Doppelmesserschneidwerks nicht als solches bezeichnet werden.

## Wirkprinzip/Funktion
Das Wirkprinzip des Doppelmessers ist mit dem eines Scherenschnitts vergleichbar. Ober- und Untermesser werden jeweils in Messerhaltern, den sogenannten Messerführungsarmen, geführt, die formschlüssig mit den auf einzelnen Klingen befestigten Mitnehmerzapfen, im Allgemeinen als Pilze bezeichnet, verbunden sind und durch die Federvorspannung des Obermesserführungsarms und dem in der Messerauflage nicht federnden Untermesserführungsarm als Gegenlager für einen definierten Auflagedruck sorgen, um eine Schnittspaltbildung zwischen den Messern zuverlässig zu vermeiden.

## Messerklingen
Den Aufbau eines Ober- und Untermessers bilden Messerklingen, die an einem Flachstahl, auch als Messerrücken bezeichnet, in einem definierten Abstand, ausgelegt auf den Hub des Antriebs, am Messerrücken vernietet sind. Die Klinge des Doppelmessers hat einen Schnittwinkel von 40–45°. Die Klingen des ursprünglichen Busatis-Systems haben einen Lochstich von 38 mm, das Busatis-bidux®-System entgegen einen Lochstich von 42 mm. Es gibt unterschiedliche Schneiden-Ausführungen von Doppelmesserklingen. Glatte Schneiden bieten den perfekten Scherenschnitt vor allem bei feinen Gräsern. Gezahnte Schneiden werden häufig in grobem Schnittgut eingesetzt. Eine Kombination aus glatten und gezahnten Klingen findet ebenfalls Anwendung.

## Antriebsformen
Generell bedarf das Doppelmesser einer translatorischen Antriebsbewegung, um die beiden Messer gegenläufig in Bewegung zu setzen. In den meisten Antriebskonzepten muss erst eine rotatorische in eine translatorische Bewegungsform umgesetzt werden.

### Reckschwingenmähantrieb
Der Antrieb des Doppelmesserschneidwerks erfolgt über einen Kurbeltrieb mit Schwinghebeln, die die rotatorische Bewegung des Antriebs über Kugelgelenke als translatorische Bewegung über die jeweiligen Messerköpfe in das Schneidwerk einleiten. Der Hub entspricht beim Busatis-System 38 mm, beim Busatis-bidux-System 42 mm, wobei der Gegenlauf des Ober- und Untermessers durch einen Überschnitt von oberer zu unterer Klinge für den Schnitt des in die Schnittluken zwischen den Klingen des Ober- und Untermessers befindlichen Schnittgutes sorgt. Bei höheren Vorfahrtgeschwindigkeiten muss auch die Antriebsdrehzahl entsprechend sein, um ein exaktes Schnittergebnis zu gewährleisten. Daraus resultieren Geschwindigkeitsbereiche von bis zu 15 km/h als gute Praxiswerte und Drehzahlen des Antriebs bis 1000 – 1200 U/min.

### Mittenantrieb
Bei Doppelmesserschneidwerken mit Mittenantrieben wir die translatorische Bewegung mittig auf den Messern eingeleitet. Häufig kommen Ölbadantriebe zum Einsatz, die die Rotationsbewegung durch zwei übereinander angeordneten Schwinghebeln in translatorische Umwandeln und mittig über die Messerköpfe auf die beiden Messer übertragen. Klassische Einsatzgebiete von Mittenantrieben sind einachsige Arbeitsmaschinen. Aufgrund der im Vergleich zur klassisch landwirtschaftlichen Anwendungen niedrigeren Arbeitsgeschwindigkeiten ist der Drehzahlbereich mit 650–850 U/min deutlich niedriger.

### Sonderfälle Mittenantrieb
Es gibt Schneidwerke mit Mittenantrieben, die nicht mittig, sondern außermittig zum Schneidwerk angeordnet sind. Das Wirkprinzip ist aber gleich dem des klassischen Mittenantriebs.

## Wartung
Um stets ein sicheres Schnittergebnis zu gewährleisten, sind die Messer je nach Verschleißgrad in regelmäßigen Abständen nachzuschleifen. Dies kann manuell mit Hilfseinrichtungen und einem Winkelschleifer mit geeigneten Schleifscheiben erfolgen, oder aber mittels halb- und vollautomatischen Schleifautomaten, die die eingespannten Messer selbstständig schleifen.

## Anwendungsbereiche
Doppelmesserschneidwerke werden in der Landwirtschaft zur Erzeugung hochqualitativen Futters eingesetzt. Futterverschmutzung wird zuverlässig vermieden, da keine rotierenden Teile Erde ins Futter schleudern. Durch das Scherenschnittprinzip sorgen Doppelmesserschneidwerke für einen hochpräzisen und schonenden Schnitt, das ein deutlich verbessertes Wiederaufwuchsverhalten von Beständen fördert, im Vergleich zum abschlagenden Wirkprinzip eines rotierenden Schneidwerks. Durch die breite Mahdablage wird eine schnelle und sichere Trocknung des Schnittguts gewährleistet, aufgrund dessen auf Mähaufbereiter verzichtet werden kann. Insekten und Kleinstlebewesen werden geschont und somit ist das Doppelmesserschneidwerk die ökologischste Art, Flora, Fauna und Habitat nachhaltig zu schützen.
Doppelmesserschneidwerke in Mähwerken zur landwirtschaftlichen Anwendung können aufgrund der geringen Leistungsanforderung von etwa 2–2,5 kW pro Meter Arbeitsbreite mit leichten Traktoren im niedrigeren Leistungssegment betrieben werden. Der Einsatz leichter Traktoren schont die Kultur und sorgt für weniger Bodenverdichtung. Ebenfalls ist der spezifische Kraftstoffverbrauch beim Einsatz eines Doppelmesserschneidwerks um ein Vielfaches geringer als bei anderen Mähverfahren.
Mittlerweile sind Doppelmesserschneidwerke auch in der autonomen Landtechnik fester Bestandteil. Aufgrund der geringen Leistungsanforderungen bieten die Schneidwerke eine effiziente Komponente, gerade bei batterieelektrischen Einheiten. Die Firma Lely bietet mit dem autonomen Exos ein zukunftsorientiertes selbstfahrendes Erntegerät zur Frischgrasfütterung in der Milchviehhaltung.
Das Doppelmesser findet ebenfalls eine breite Anwendung in der Berglandwirtschaft. Gewöhnlich werden hier Doppelmesserschneidwerke in Portalrahmen eingesetzt, die mit einem einachsigen Arbeitsgerät betrieben werden. Aufgrund der Gewichtsvorteile der Doppelmesserschneidwerke in den jeweiligen Anwendungen bieten diese gerade in extremeren Hanglagen einen deutlichen Handlingsvorteil. Aufgrund des ökologischen Wirkprinzips des Doppelmessers gibt es aktuell zahlreiche Förderprogramme, die den Einsatz dieser Technik immer populärer macht. Weitere Anwendungen finden Doppelmesserschneidwerke in der Landschaftspflege und im Kommunalbereich. Die robusten Schneidwerke leisten auch beim Schneiden von z. B. Straßenbegleitgrün oder Renaturierungsflächen in städtischem Gebiet einen nachhaltigen und ökologischen Beitrag.

### Sonderanwendungen
Neben den klassisch landwirtschaftlichen Verwendungen gibt es darüber hinaus weitere besondere Anwendungsgebiete in der Gewässerpflege. Spezielle Komponenten wie Antriebs- und Führungselemente sind für den besonderen Unterwassereinsatz ausgelegt. Mähboote mit diesen Schneidwerken sind aktiv auf dem Gewässer unterwegs und schneiden z. B. Algen und diverse Wasserpflanzen unterhalb der Wasseroberfläche. Spezielle Amphibienfahrzeuge finden neben dem Einsatz auf dem Wasser auch in der Pflege von Uferbereichen zum Schneiden von Schilf oder anderen Bewuchsarten ihre Anwendung.
Ebenfalls ein breites Einsatzgebiet der Doppelmesser bilden sensible Sonderkulturen wie Gemüse, Kräuter oder auch Blumen. Durch den präzisen Scherenschnitt wird eine sichere Ernte dieser hochqualitativen Erzeugnisse gewährleistet.
Weitere Anwendung findet das Doppelmesser in der Pferdezugtechnik. Aufgrund des geringen Leistungsbedarfs eines Doppelmesserschneidwerks gibt es zahlreiche Applikationen von Mähwerken, die mit Pferden gezogen werden. Unterschiede im Antrieb bilden zum einen mechanisch angetriebene Mähwerke, die mit einem Getriebe direkt über die Achse des Pferde-Carts angetrieben werden. Zum anderen werden hydraulisch angetriebene Mähwerke eingesetzt, deren Hydraulikkreislauf i. d. R. über einen auf dem Cart befindlichen Verbrennungsmotor angetrieben wird.
In der Landschaftspflege kommt dem Thema Paludikulturen, also der land- und forstwirtschaftlichen Nutzung nasser Moorflächen, eine immer größere Bedeutung zu. Noch ist das Vernässen von Mooren zur Reduktion von Treibhausgasen in Versuchsstadien, aber der Einsatz von Maschinen in bzw. auf vernässten Mooren und die Nutzung dieser Kulturen setzen den Einsatz von speziellen, vor allem leichten Geräten voraus. Hier bietet sich der Einsatz des leichten Doppelmesserschneidwerks mit einem entsprechend leichten Trägerfahrzeug aufgrund der Befahrbarkeit und Tragfähigkeit der Untergründe an, um z. B. verschiedene Halmgüter bis hin zu Kräutern zu schneiden.